# Старай, Антон
Антон граф Старай фон Надь-Михай (венг. Nagymihályi Sztáray Antal, 1732 или 1740, Кашша, Венгерское королевство - 23 января 1808, Грац, Австрийская империя) венгерский граф, имперский камергер, военный (фельдцейхмейстер в 1800 г.) в вооруженных силах Габсбургов во время войн с Османской империей, французских революционных и наполеоновских войн.
Семья Стараев принадлежала к древнему венгерскому дворянскому роду. В 1747 году получила графское достоинство. Антон был сыном Имре, графа Старая (1698-1769), от второго брака с Терезой дю Буа де ла Турнель.
Антон поступил на службу в Имперский австрийский пехотный полк № 19 «Леопольд Палфи» прапорщиком в 1759 года. Во время Семилетней войны принимал участие в сражениях при Кунерсдорфе (12 августа 1759 г.), при Ландесхуте (23 июня 1760 г.) и при Лигнице (15 августа 1760 г.) и завоевании силезской крепости Швейдниц (1 октября 1761 г.). За свои заслуги он был произведен в капитаны 52-го пехотного полка «Кароли». В этом полку он стал первым майором в 1772 году и подполковником 16 августа 1773 года.
25 октября 1778 г. получил под свою команду гренадерский батальон. С этим батальоном Старай 13 января 1779 года успешно защитил город Фрайхермерсдорф от атакующих прусских войск во время войны за баварское наследство. За свои особые заслуги ему было присвоено звание полковника, и он стал командиром 1-го пехотного полка Székler Grenzinfanterie. 17 февраля 1779 г., имея только один батальон секлеров против пяти прусских батальонов, ему удалось удержать обе позиции в Пфаффенберге и Меснике.
Будучи полковником 33-го пехотного полка «Князь Николаус Эстерхази», он снова отличился в австро-турецкой войне. После штурма крепости Шабац 27 апреля 1788 г. произведен в генерал-майоры и стал шефом 1-го полка Székler Grenzinfanterie. Старай был дважды ранен при успешном штурме Белграда 30 сентября 1789 г. и награжден Рыцарским крестом ордена Марии Терезии 12 декабря того же года.
В начале 1792 года вступил в командование бригадой в Австрийских Нидерландах. Вскоре после начала Войны первой коалиции с Францией в апреле 1792 года Старай выиграл 23 мая бой при Флорене, затем командовал авангардом при отступлением австрийских войск фельдмаршала герцога Альберта фон Саксен-Тешенского в провинцию Лимбург в ноябре 1792 г. За свои заслуги граф был произведён в генерал-лейтенанты 29 декабря 1793 года.
В начале июня 1796 года Старай принял командование над правым крылом (20 батальонов, 4 роты и 36 эскадронов, всего около 21 500 человек) армии фельдцейхмейстера графа Максимилиана Байе фон Латура. 14 и 15 июня 1796 года он отразил атаки французской Рейнско-мозельской армии Жана-Виктора Моро у Модах-ам-Ребах; позже он сражался под командованием эрцгерцога Карла в битвах при Мальше (9 июля 1796 г.) и Нересгейме (11 августа 1796 г.), где в каждом случае командовал атакующей колонной.
В середине августа 1796 года он командовал дивизией в Армии Верхнего Рейна, с которой эрцгерцог Карл двинулся на север, чтобы разгромить французскую армию Жана-Батиста Журдана. В сражении при Вюрцбурге Старай со своей дивизией утром 2 сентября 1796 года атаковал французов и таким образом выиграл необходимое время для подхода основных сил. За свой успех 18 сентября был награжден Командорским крестом ордена Марии Терезии. В сражении при Дирсхейме (20/21 апреля 1797 г.) был командующим австрийской армией и был тяжело ранен 21 апреля 1797 г.
Во время кампании 1799 года Старай командовал отдельным корпусом (10 000 человек) на юго-западе Германии, с которым защищал правый (северный) фланг главной австрийской армии, когда она продвигалась через Швабию. Впоследствии его корпус охранял долину Неккара. В битве при Вислохе (3 декабря) он вытеснил французов с правого берега Рейна и освободил крепость Филипсбург. После поражения Австрии в битве при Гогенлиндене 3 декабря 1800 г. Стараю было поручено организовать Чешско-Моравский легион. В 1801 году он был назначен командующим во Внутренней Австрии. 6 марта 1800 года ему было присвоено звание фельдцейхмейстер. Ушел в отставку после кампании 1805 года против Франции.
Получил Рыцарский крест Военного ордена Марии Терезии 21 декабря 1789 года и Командорский крест 18 сентября 1796 года. Он был полковником и шефом 33-го пехотного полка (Австрия) с 1791 г. до своей смерти 23 января 1808 г.